# Лимаренко Павло Данилович
Павло Данилович Лимаренко, народився 1929 року в Польщі в родині емігрантів з України (батько П. Лимаренка — полковник Данило Лимаренко був активним учасником збройної боротьби УНР на Херсонщині в загонах отамана Гуленка-Гулого), живе у Філадельфії.
Ветеран армії США (учасник корейської війни), інженер за фахом. Чільний діяч Укр. нац. держ. союзу, ОДУМу, член екзильного уряду УНР, член Української Національної Ради, її голова (1984—1989), довголітній редактор часопису «Мета».